# Werner-Alfred-Bad

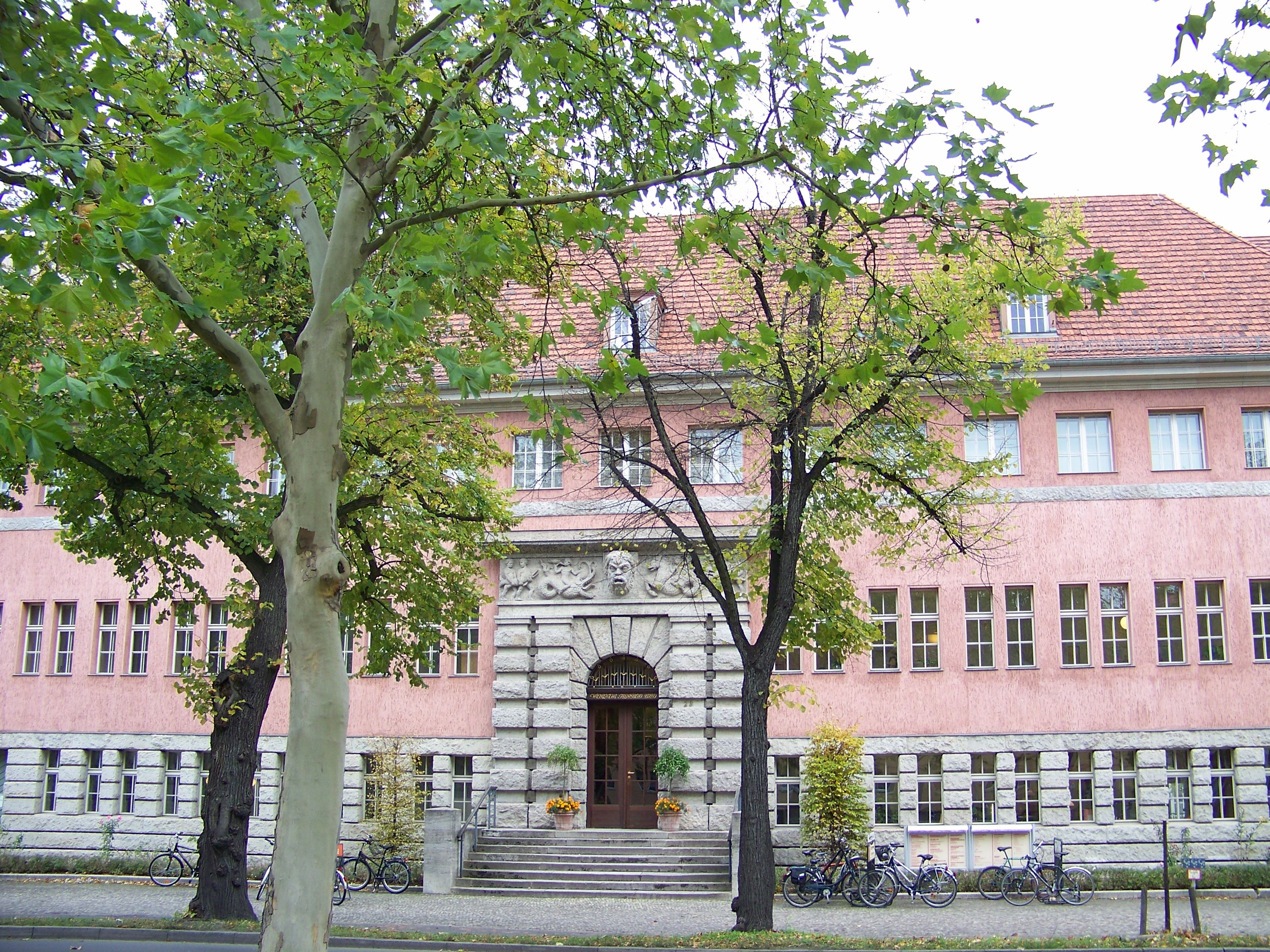
Werner-Alfred-Bad in Potsdam, Straßenfront

Das Werner-Alfred-Bad ist ein ehemaliges Schwimmbad in Potsdam in der Jägervorstadt. Es wurde nach dem deutschen Flugpionier Werner Alfred Pietschker benannt. Die Einrichtung in der Hegelallee 23 wurde 1913 eröffnet und ist seit einem Totalumbau im Jahr 2009 ein Gesundheitszentrum.

## Geschichte der Badeanstalt
Die Mutter von Werner Alfred Pietschker, Käthe Pietschker (eine Tochter von Werner von Siemens) ließ zu Ehren ihres verunglückten Sohnes vom Architekten Paul Otto August Baumgarten dieses Reinigungs- und Volksbad für die Potsdamer Bevölkerung errichten. Die Volksbadeanstalt wurde am 14. Dezember 1913 eröffnet. 
Bis zur Eröffnung der Schwimmhalle am Brauhausberg in den 1970er Jahren wurde das Werner-Alfred-Bad auch zum obligatorischen Schul-Schwimmunterricht genutzt. 
Im Jahr 1992 wurde das Schwimmbad geschlossen und umgebaut. Durch den umstrittenen Umbau ging ein in dieser Form einmaliges Baudenkmal verloren, da die komplette noch erhaltene historische Einrichtung sowie das Becken und die Badeeinrichtungen entfernt wurden. Am 4. Juni 2005 wurde das Werner-Alfred-Bad als Gesundheits- und Heilzentrum neu eröffnet. Darin befinden sich nunmehr der Club aktiv mit Physiotherapie, Ergotherapie und Wassergymnastik und weiteren Möglichkeiten wie einer Rückenschule oder Pilates-Training. sowie einige Arztpraxen. 
Behindertengerecht ausgebaut verfügt das Werner-Alfred-Bad über einen rollstuhlgängigen Zugang.

## Beschreibung

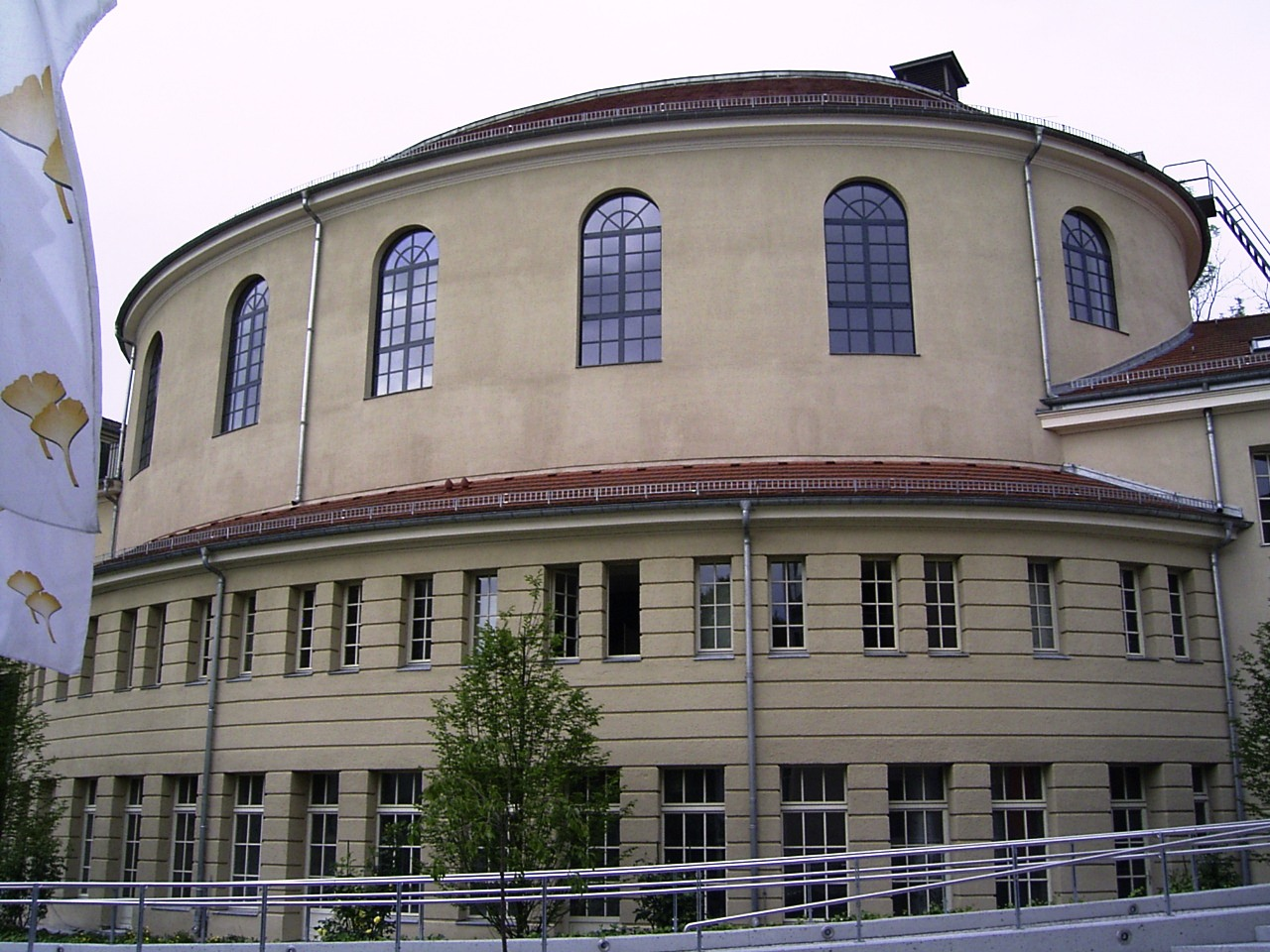
Eigentliches Bad

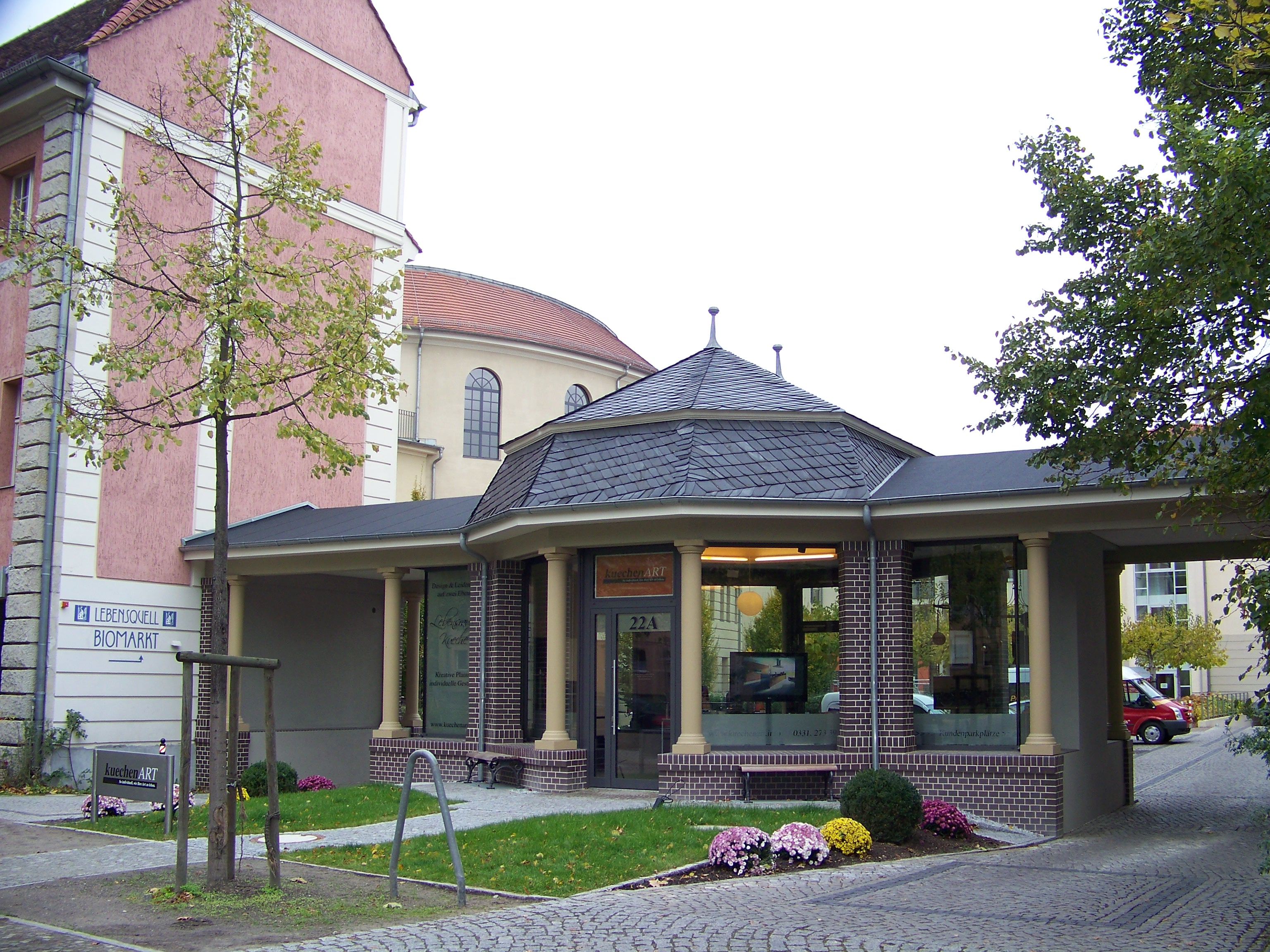
Pavillon neben dem Werner-Alfred-Bad

Das eigentliche Bad ist ein ovales Becken in einem passenden Rundbau. Es hatte 216 Quadratmeter Wasserfläche. Direkt neben dem Gebäude der Badeanstalt steht ein im Jahr 1915 erbauter Pavillon, der einst als Wasserausschank diente. Die Wassertrinker konnten sich auf hochlehnigen Bänken niedersetzen. Der Pavillon wurde, da sehr stark verfallen, 2009 unter Denkmalauflagen wiederhergestellt.